# Axel Neumann
Axel Neumann (Berlino, 22 aprile 1952) è un ex calciatore tedesco, di ruolo jolly.

## Carriera
Nella stagione 1974-1975 fa parte della rosa del TeBe Berlino, neopromossa nella massima serie tedesca. Con i berlinesi retrocede nella serie cadetta al termine del campionato, senza riuscire ad esordire.
Nel 1975 si trasferisce negli Stati Uniti d'America per giocare nei Boston Minutemen, franchigia della NASL. Nel campionato 1975 vince con i Minutemen il proprio girone ma si ferma ai quarti di finale nei playoff. 
Nella stagione 1977  è inizialmente in forza al Team Hawaii, per poi passare ai L.V. Quicksilvers, con cui non supera la fase a gironi del torneo nordamericano. Nel campionato 1978 passa ai San Diego Sockers, con cui raggiungerà i quarti di finale dei playoff per il titolo.
L'anno seguente lascia i Sockers per giocare nei California Surf. Con i californiani giocherà sino al 1980, non riuscendo mai a superare gli ottavi di finale dei playoff con il suo club.